# نيكولاي فوجل
نيكولاي فوجل Nikolai Vogel (ولد في 10 يناير 1971 في ميونخ) هو أديب ألماني.
درس الادب الألماني الحديث والفلسفة وعلوم الحاسب في جامعة ميونخ. وأنهى تلك الدراسة بدرجة الماجستير. ثم عمل مطور ويب وكاتب مستقل. أسس في عام 1993 بالاشتراك مع كيليان فيتسباتريك دار نشر برويكت Projekt-Verlag . وبين عامي 1996 حتى عام 2000 أقام فوجل وفيتسباتريك محاضرات باسم See-Lesungen على ضفاف بحيرة كلاينهيسلوه في الحديقة الإنجليزية في ميونخ. وفي عام 2004 اشترك فوجل في المسابقة البرلينية Open Mike، وفي مسابقة إنجيبورج باخمان في كلاجنفورت.
وبجوار كتاباته الأدبية فهو يقوم بإعداد إصدارت نصية إلكترونية لروبرت موزيل وجوته وكذلك لريلكه وباول شييبارت في الإنترنت. أسس في عام 2004 مدونة على الإنترنت بعنوان Nachwort.de. ومنح الجائزة الفنية التشجيعية البافارية في عام 2007.